# Аякс Малый
Ая́кс Ма́лый, также Ая́кс Оили́д (др.-греч. Αἴᾱς) — персонаж древнегреческой мифологии. Первоначальный культ покровителя моряков Аякса раздвоился с формированием двух мифологических персонажей — царя Саламина и царя Локриды. В «Илиаде» Гомера представлены оба Аякса, причём первенство имеет саламинский царь. В связи с этим, саламинского Аякса часто называют «Великим», а локридского — «Малым». В историческую эпоху образ Аякса Малого претерпел очередные трансформации. В Локриде его считали военным покровителем локров, помещали изображения на монетах и строили в его честь алтари. В киклических поэмах, авторы которых негативно относились к локрам, Аяксу приписали несколько святотатственных поступков. Во время взятия Трои он изнасиловал дочь Приама Кассандру, которая искала защиты у статуи Афины.
При возвращении домой разгневанная богиня наслала на греческий флот бурю. Сам Аякс, вопреки гневу богини, смог спастись. Он ухватился за скалу и воскликнул, что жив, несмотря на волю богов. Этим Аякс разгневал Посейдона, который расколол скалу своим трезубцем.
Мифологические сюжеты об Аяксе нашли отображение на многих картинах западноевропейских художников Нового времени, в балладе «Торжество победителей» Фридриха Шиллера и нескольких операх.

## Мифы

### Происхождение. До Троянской войны
Согласно античным мифам, Аякс был сыном царя Локриды Оилея. Матерью Аякса различные источники называли Эриопиду, Алкимаху и нимфу Рену. У Аякса был единокровный брат Медонт. Согласно Страбону и Овидию, родился в локрийском городе Нарик.
Согласно Гомеру, царствовал над племенами населявшими «Кинос и Опунт, Вессу, Каллиар, и Скарф, и веселые долы Авгеи; Тарфы и Фроний, где воды Воагрия быстро катятся». Историки отмечают, что царство Аякса перекрывается владениями другого мифологического персонажа — Ахилла. На этом основании делается вывод, что «Илиада» смонтирована из многих частей, в которых фигурируют сказания не только различных народов, но и эпох.
Аякс Оилид был одним из нескольких десятков женихов Елены. Приёмный отец невесты спартанский царь Тиндарей оказался перед сложным выбором. Из множества знаменитых воинов, царей, сыновей богов он мог получить одного друга, ставшего мужем Елены, и несколько десятков рассерженных врагов. По совету Одиссея, Тиндарей обязал всех женихов дать клятву признать будущего мужа Елены и, что главное, прийти ему на помощь в случае опасности и обиды. В итоге супругом Елены стал Менелай, но Аякс оказался связанным на всю жизнь данной Тиндарею клятвой. Когда через десять лет троянский царевич Парис при содействии Афродиты похитил Елену, Аякс со своим войском был вынужден влиться в армию ахейцев, отправившуюся к стенам Трои.

### Троянская война

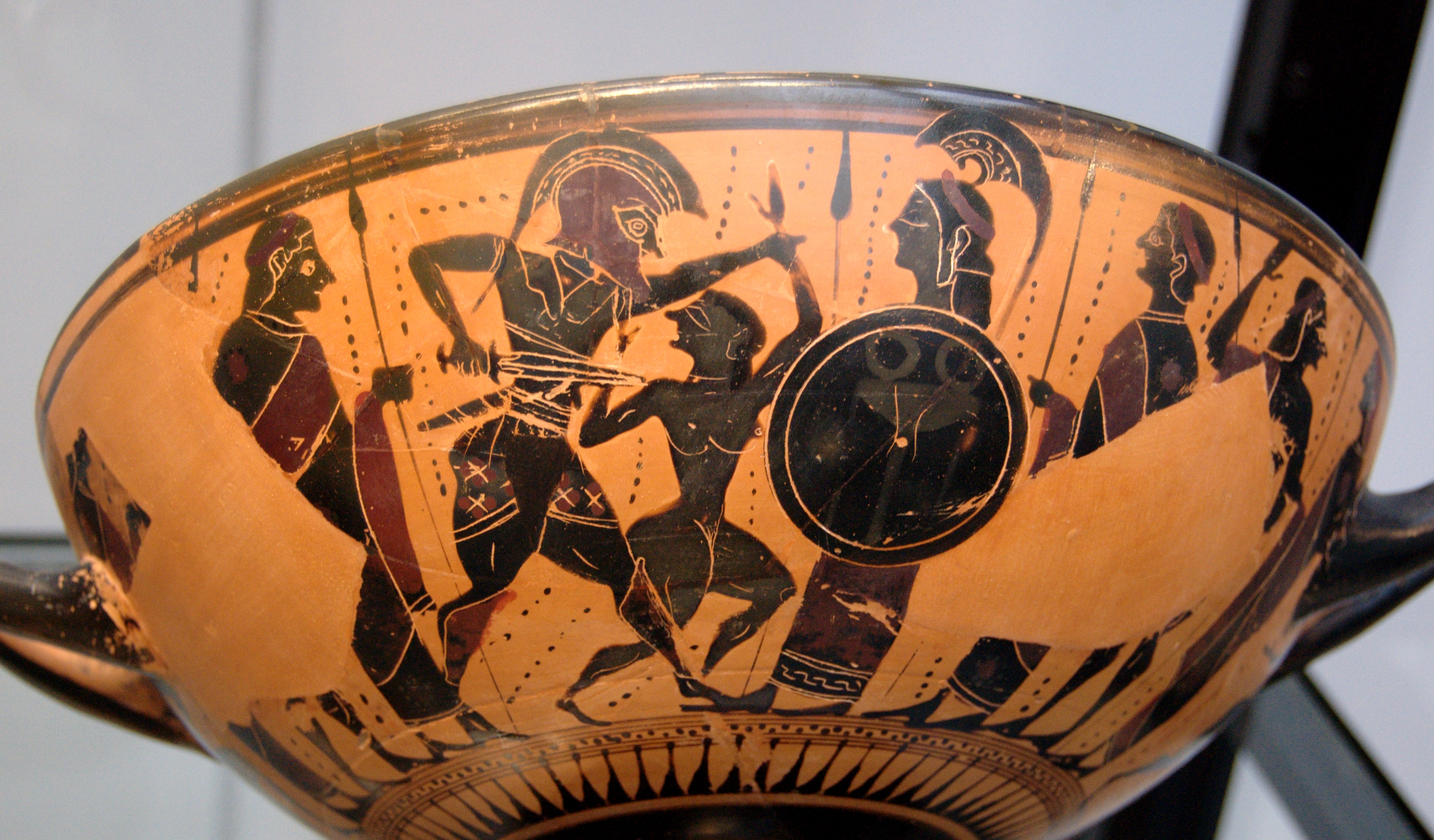
Аякс Малый и Кассандра на чернофигурном аттическом килике, около 550 года до н. э. Государственное античное собрание, Мюнхен

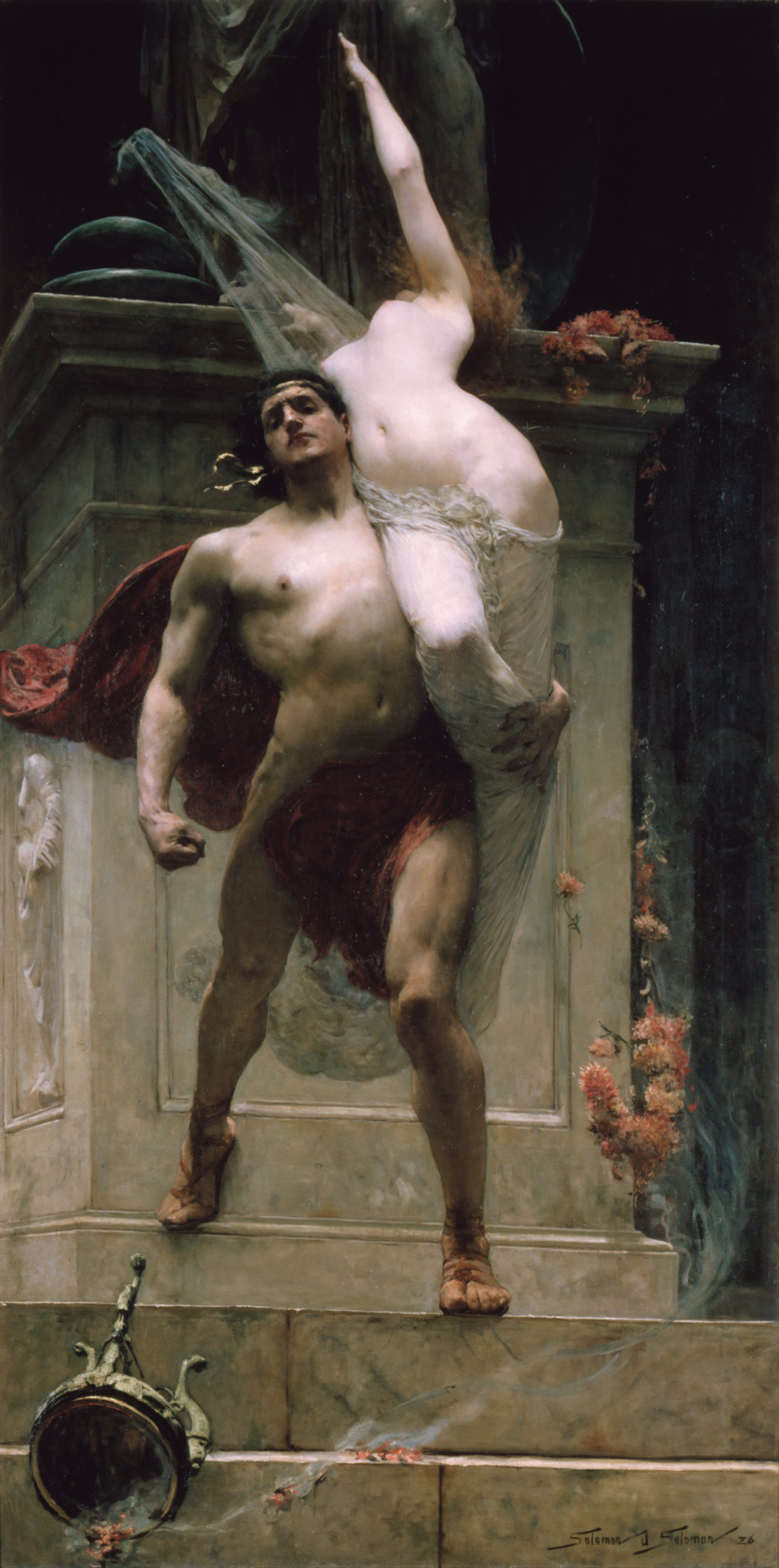
«Аякс и Кассандра», 1886 год. Соломон Соломон. Художественная галерея Балларата, Австралия

Впервые упомянут в «Илиаде» Гомера в качестве героя, который привёл под стены Трои 40 кораблей (по версии Псевдо-Гигина кораблей было 20). Одновременно происходит сравнение двух Аяксов — Оилида, царя Локриды, и Теламонида, царя Саламина. В «Илиаде» Аякс Оилид представлен хоть и «не таким могучим» по сравнению со своим тёзкой, но всё же великим героем, искусным копьеметателем и прекрасным бегуном, с которым никто «из вождей не равнялся … быстротой на погоне». Гомер перечисляет обоих Аяксов среди наиболее храбрых греков, которые решились сразиться с Гектором. Он храбро сражался во время битвы при кораблях, защищал тело Патрокла.
Перед поминальными играми по Патроклу, которые устроил Ахилл, Аякс затеял спор с критским царём Идоменеем. Соревновался в беге с Одиссеем и Антилохом. Был близок к победе, но из-за вмешательства Афины споткнулся и упал, так что победу в состязании одержал Одиссей.
В «Илиаде» убил 2 троянцев — Сатния и Клеобула. Согласно Псевдо-Гигину, убил 24 воина, из которых знатными были Гаргас и Гавий.

### Взятие Трои и гибель

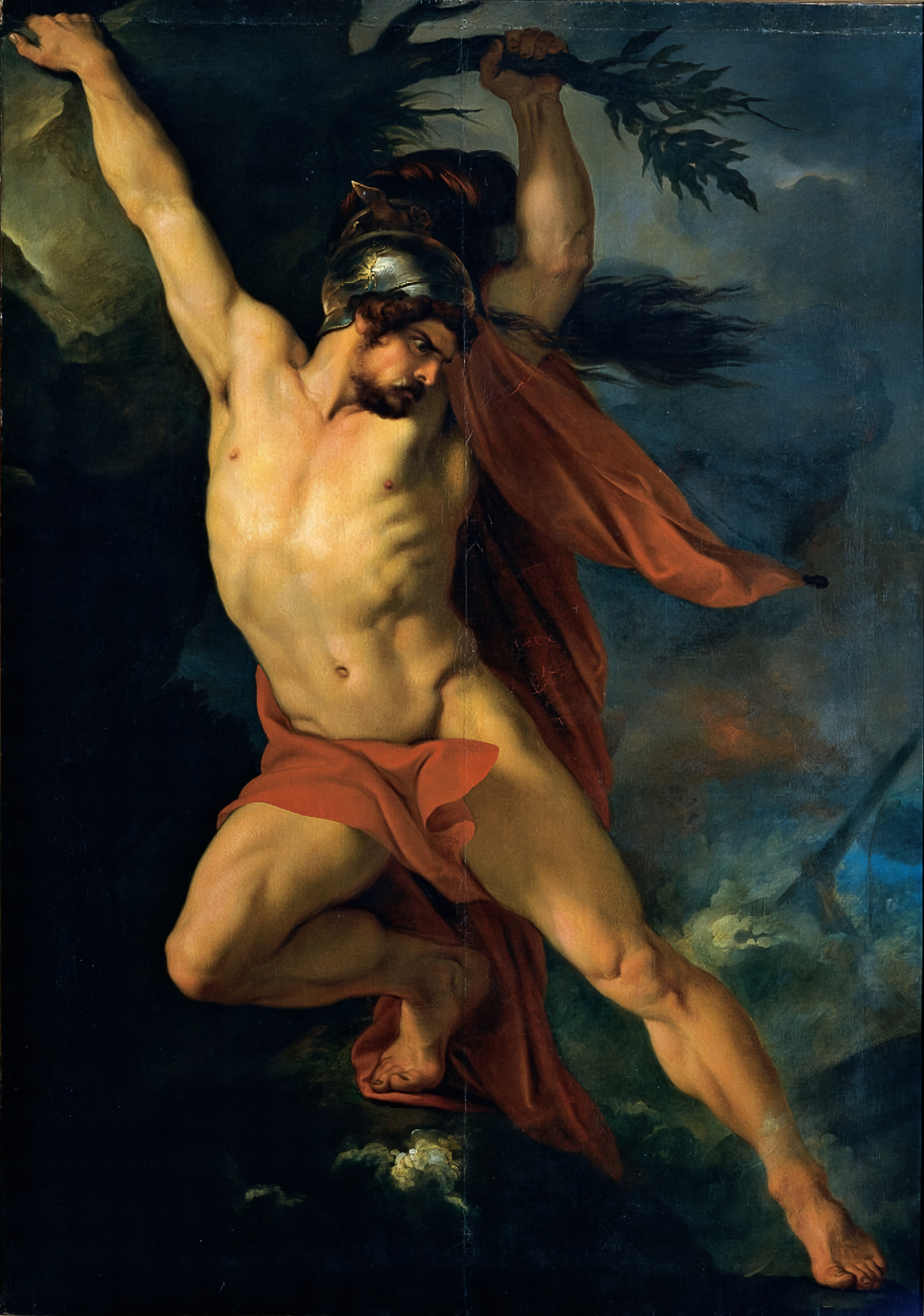
Аякс Малый, Francesco Sabatelli 1829

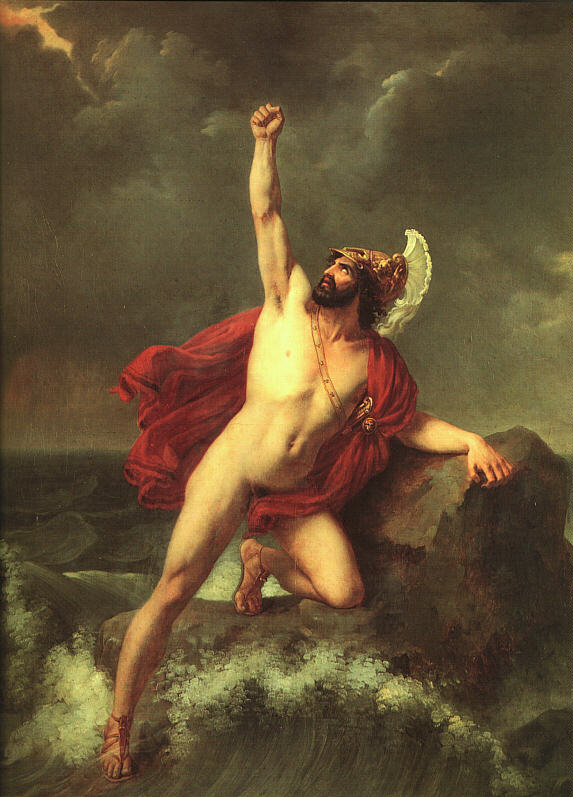
«Аякс», 1820 год, Анри Серрюр. Дворец изящных искусств, Лилль, Франция

Сидел в троянском коне Во время взятия Трои Аякс совершил святотатство. Он изнасиловал дочь Приама Кассандру, которая искала защиты у статуи богини Афины. Такой постыдный поступок впечатлил греков. На совещании царей Одиссей даже предлагал побить его камнями. Аякс ради спасения был вынужден дать некую клятву. О её содержании ничего не известно, кроме того, что Афина осталась недовольной. Богиня не приняла клятву Аякса и не дала ахейцам покинуть Трою. Тогда греки решили побить Аякса камнями, но тот нашёл убежище около алтаря самой Афины. Ситуация стала носить безысходный характер: для умиротворения гнева Афины надо было нарушить священный закон неприкосновенности того, кто просит бога о защите у алтаря, нарушение неприкосновенности которого этот гнев и вызвало. В результате Афина разозлилась ещё больше, как на Аякса, так и на греков, которым она до этого помогала.
С длинновесельными вместе судами Аякс Оилеев
В море погиб. Посейдон о гирейские острые скалы
Раньше суда лишь разбил, самого ж его спас из пучины.
Смерти б он так и избег, хоть и был ненавистен Афине,
Если б в большом ослепленьи хвастливого слова не бросил,
Что, и богам вопреки, он спасся из гибельной бездны.
Дерзкую эту его похвальбу Посейдаон услышал.
Вспыхнувши гневом, трезубец в могучие руки схватил он
И по гирейской ударил скале, и скала раскололась.
Часть на месте осталась, обломок же в море свалился,
Тот, находясь на котором, Аякс погрешил так жестоко.
Вслед за собою увлек и его он в кипящее море.
Так он там и погиб, солёной воды наглотавшись.
Во время возвращения домой, когда корабль с Аяксом находился около Гирейских скал у южной оконечности Эвбеи, разъярённая Афина метнула в судно перун, либо устроила бурю. Сам герой спасся: он уцепился за скалу и начал похваляться, что жив вопреки воле богов. Этим Аякс разгневал Посейдона, после чего бог морей расколол скалу трезубцем. Аякс упал в море и погиб. Его тело похоронила Фетида на Миконосе или на Делосе. Таким образом богиня посмертно отблагодарила Аякса за то, как он самоотверженно защищал тело её сына Ахилла от троянцев.

## Два Аякса
В «Илиаде» представлены два Аякса — царь Саламина Теламонид и царь Локриды Оилид. Внешне они противоположны: саламинский Аякс — великан с башенным щитом, локрийский — низкий, бегун, вооружён луком. Однако историки считают, что первоначально существовал лишь один Аякс, а затем его культ раздвоился. Обычно раздвоение культа возникает при его распространении в различных областях, в каждой из которых возникают местные предания и отличительные особенности. В данном случае речь может идти о поэтическом раздвоении Аяксов, необходимом при согласовании двух версий гибели.
Изначально Аякс был покровителем кораблей у народов, живших на побережье Саронического залива и в Локриде, откуда его культ распространился в Италию. Эта его функция нашла отображение в «Илиаде», где Аякс защищал от троянцев греческие корабли. Аякс Малый не играет в поэме столь значительной роли, как его тёзка. Он убил лишь двух троянцев, постоянно находился в тени Аякса Великого. Их зачастую упоминают вместе. Так, к примеру, оба героя хотели сразиться с Гектором, но ахейцы помолились, чтобы жребий пал на «Аякса», по умолчанию, Великого. Расщепление культа Аяксов произошло до написания «Илиады», а затем оба образа проникли в различные песни и поэмы о Троянской войне, а оттуда — в «Илиаду».
На образ Аяксов в «Илиаде» повлияли не только особенности культов в различных областях Эллады, но и киклические поэмы, в которых Аяксу Оилиду приписали святотатственные поступки. Этим можно объяснить высмеивание Аякса Малого во время состязания в беге с Одиссеем и Антилохом, где герой по воле Афины оступился и упал лицом в навоз. Авторы киклических поэм, по всей видимости, негативно относились к локрам и их героям.
В переносном смысле словосочетанием «два Аякса» стали обозначать неразлучных друзей.

## Культ

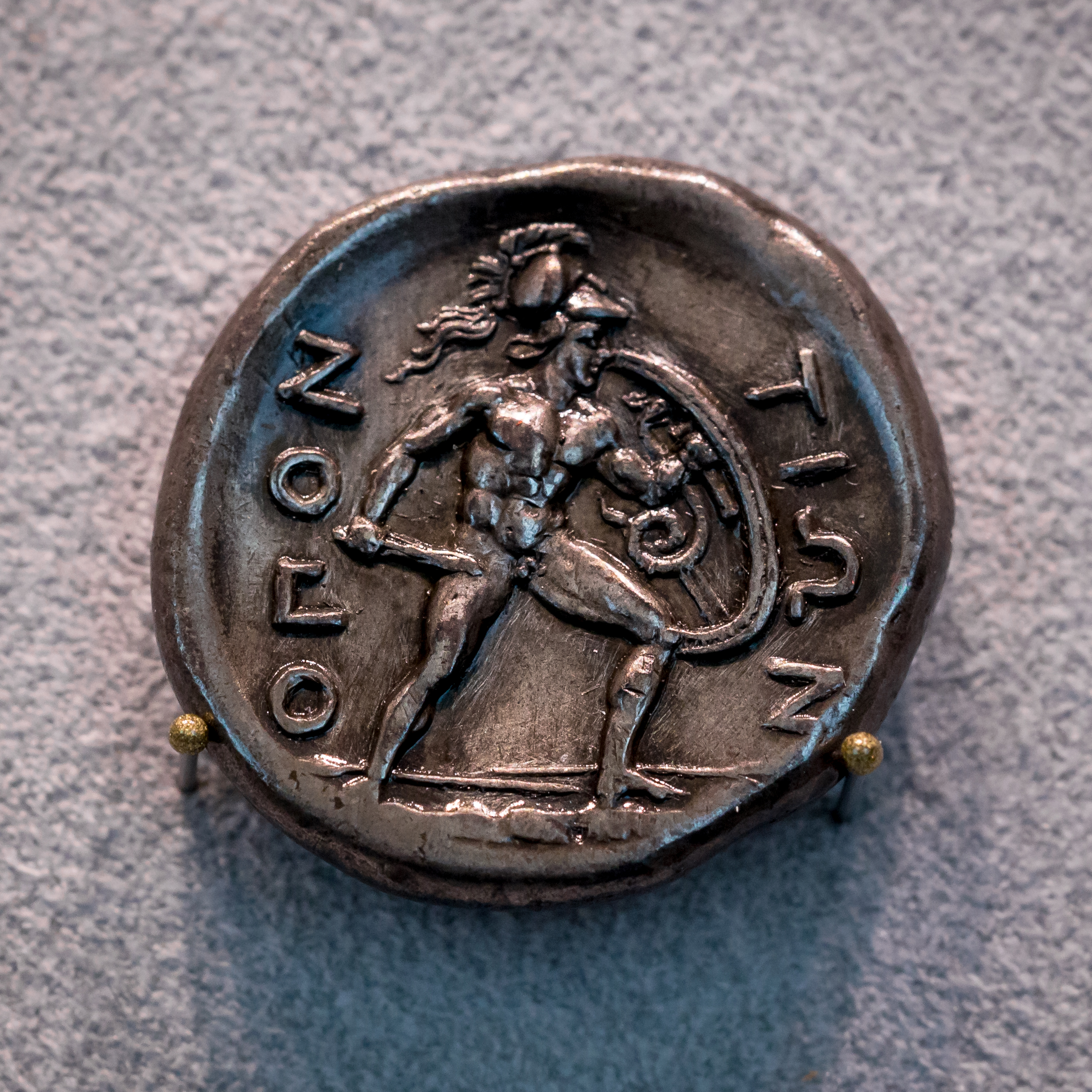
Локридский статер 380—360 годов до н. э. с изображением Аякса

В Локриде сформировался местный культ Аякса. Изображение героя помещали на монетах, призывали как военного покровителя во время сражений. Его алтарь находился в Опунте. Павсаний передаёт легенду как италийские локры призвали Аякса перед битвой с кротонцами. Герой не только помог им победить, но и ранил вражеского главнокомандующего Леонима. Последний смог излечиться лишь после того, как посетил дельфийского оракула. Пифия велела ему отправиться на Левку, где к Леониму явился Аякс и другие мифологические герои. Данная история практически дословно повторяет легенду о Формионе Кротонском и Диоскурах.
С функцией Аякса «покровителя моряков» связан обычай отправлять в море корабль с жертвами под чёрными парусами, который затем поджигали. Также в Локриде существовал, зафиксированный в нескольких античных источниках, обычай отправлять в Илион двух девушек в храм Афины. Они входили в город ночью. Обряд требовал, чтобы девам по дороге к храму угрожали избиением камнями. В храме девушки служили богине до самой их смерти. По одной версии, обряд возник под воздействием эпических сказаний о святотатстве Аякса, который изнасиловал просящую заступничество у алтаря Афины Кассандру. По другой, обряд первичен, а миф сформировался для его обоснования.
Древние догомеровские святилища Аякса Эантейоны существовали в Троаде, на Миконосе, в Византии и других прибрежных местах Эллады. По одной из версий, локры, которые принимали участие в колонизации малоазийского побережья, связали происхождение Аякса с легендарным троянским царём Илом. Впоследствии это имя трансформировалось в другого мифологического персонажа Оилея.

## В культуре

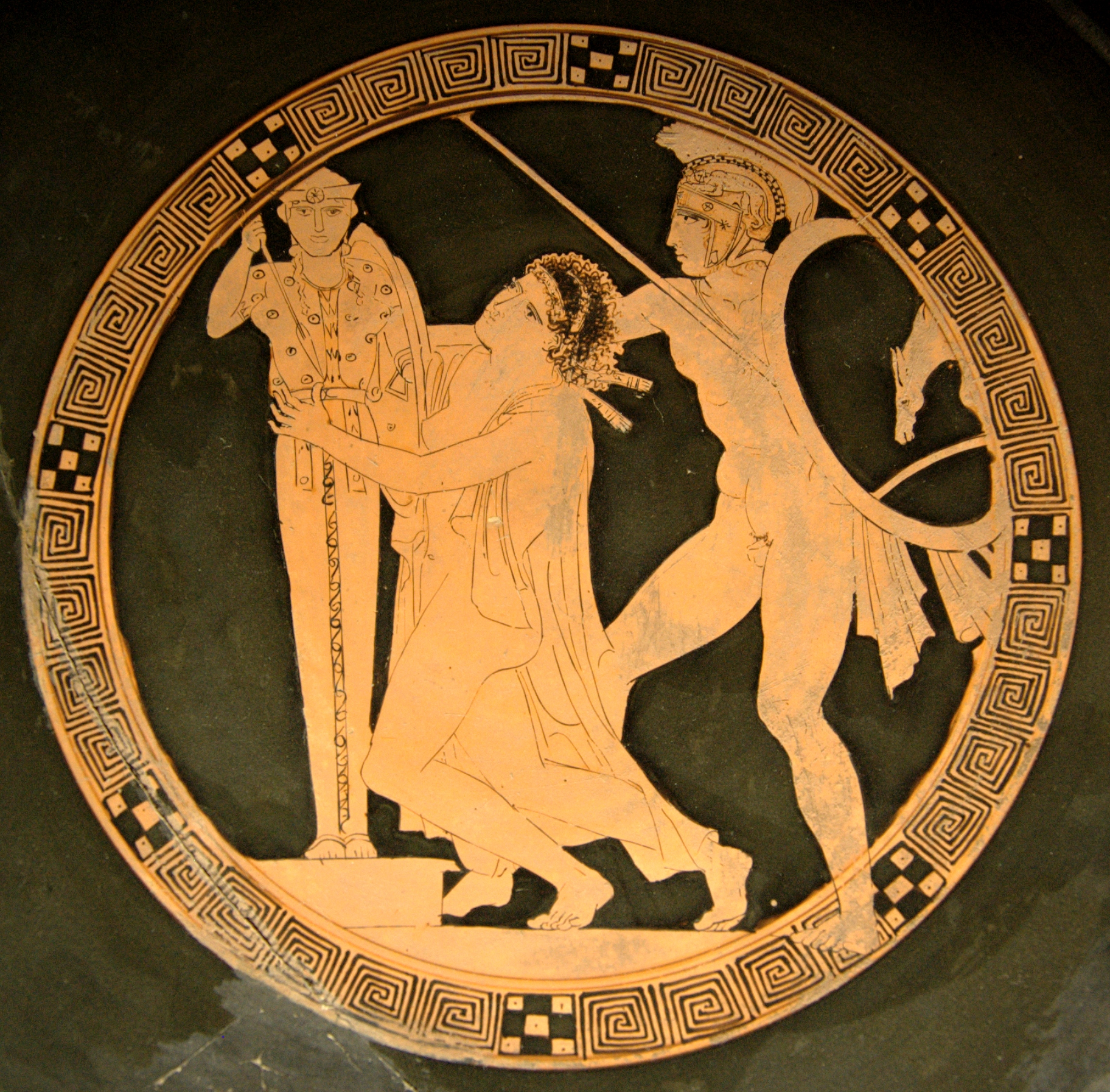
Аякс и Кассандра у статуи Афины, 440—430 годы до н. э. Лувр, Париж

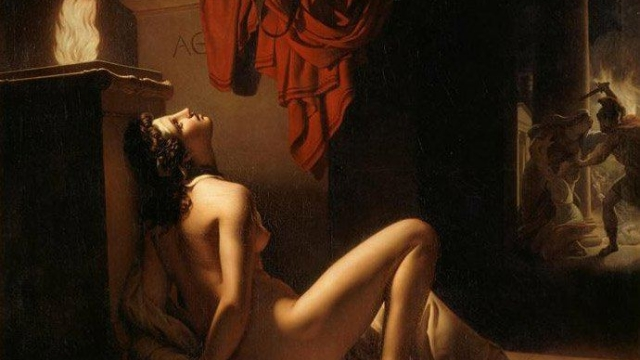
«Кассандра умоляет Минерву отомстить Аяксу», 1810 год. Жером Мартен Ланглуа

### В литературе
Миф об Аяксе стал основой эпической поэмы «Возвращения» Гагия Трезенского. В ней описывалась гибель греческого флота на обратном пути из Трои около Эвбеи. Буря, во время которой утонули греческие корабли, была послана Афиной в качестве кары за изнасилование Кассандры Аяксом. Дион Хрисостом описал порочность поступка Аякса в «Троянской речи» словами: «если над Кассандрой девою неприкосновенной святости, жрицею Аполлоновой, обнявшей кумир в святилище Афины, было совершено насилие, и сделал это не какой-нибудь низкий и ничтожный человечишко, но как раз один из лучших». В том же духе интерпретирует постигшие греков несчастья после взятия Трои Ликофрон в поэме «Александра».
Филострат Старший в «Диалоге о героях» интерпретировал миф об Аяксе по-своему. В его изложении герой не совершал насилия, а напротив, пытался спасти Кассандру. Он укрыл прорицательницу в своём шатре, но в неё влюбился Агамемнон и отнял девушку у Аякса. Сторонники верховного царя опорочили Аякса, распространив слух об изнасиловании. Тогда локридский герой бежал на небольшой лодке и погиб во время бури. Его друзья нашли тело Аякса, которое положили на корабль, зажгли на нём костёр и отправили в море.
Судьба Аякса Оилида послужила сюжетом для одной из трагедий Софокла — «Эант Локрийский», из которой сохранилось лишь несколько фрагментов.
В Новое время Аякса Малого упомянул Фридрих Шиллер. В балладе «Торжество победителей» писатель переосмысливает гомеровский эпос. Аякс Оилид у Шиллера груб, ропщет на «слепоту богов», которые не пощадили великого Патрокла, но сохранили в живых презренного Терсита.

### В изобразительном искусстве и музыке
Мифологические сюжеты об Аяксе помещали на античные вазы и глиняные сосуды. Сохранилась бронзовая плакетка из Дельф около 600 года до н. э., на которой изображено святотатство Аякса. В Помпеях сохранилась фреска с соответствующем сюжетом. Павсаний описал две картины — в Афинах и Полигнота в Дельфах с Аяксом и Кассандрой.
В 1538/1539 годах Джулио Романо написал фреску «Смерть Аякса», в которой очень вольно трактовал мифологический сюжет. Мотив гравюры «Аякс и Кассандра» Питера Пауля Рубенса также существенно отличается от мифа. На ней изображены купидоны, символизирующие взаимную любовь. Среди произведений стиля классицизма следует выделить картины «Аякс и Кассандра» Иоганна Тишбейна и Соломона Джозефа Соломона 1806 и 1886 годов соответственно, «Аякс» Анри Серрюра 1820 года и «Кассандра умоляет Минерву отомстить Аяксу» Жерома Мартена Ланглуа 1810 года. Мотив двух картин «Аякс и Кассандра» связан с насилием над Кассандрой во время взятия Трои. Произведение Соломона Джозефа Соломона, в котором сочетаются атлетическая фигура Аякса и грациозная Кассандры, имеет эротический оттенок. В «Аяксе» Анри Серрюра мифологический герой изображён в момент богохульства и похвальбы, что он жив вопреки воле высших сил. Французский художник Жером Мартен Ланглуа использовал образ Кассандры, чтобы изобразить горе поруганной женщины.
По мотивам мифов об Аяксе Малом были созданы оперы композиторами Франческо Гаспарини, Алессандро Скарлатти, Луи Жозефом Франкёром и др.

### Исследования
- Грабарь-Пассек М. Е. Античные сюжеты и формы в западноевропейской литературе. — М.: Наука, 1966. — 318 с.
- Дильс Г. Дидактическая поэма Парменида // Вестник Русской христианской гуманитарной академии  / перевод  Алиевой О. В.. — 2020. — Т. 21, № 2. — С. 32—56. — ISSN 1819-2777. — doi:10.25991/VRHGA.2020.21.2.003.
- Клейн Л. С. Анатомия «Илиады». — СПб.: Издательство С.-Петербургского университета, 1998. — 560 с. — ISBN 5-288-01823-5.
- Клейн Л. С. Каталог кораблей: структура и стратиграфия // Stratum plus. Археология и культурная антропология. — 2000. — № 3. — С. 17—51.
- Корецкая М. А. Смерть в терминах престижной траты: взаимная конвертация хюбриса и харизмы // Вестник Самарской гуманитарной академии. Серия: Философия. Филология. — Самара: Самарская гуманитарная академия, 2014. — Вып. 16, № 2. — С. 39—63. — ISSN 1998-913X.
- Куйкина Е. С. Гомеровский эпос в балладе Ф. Шиллера «Торжество победителей» и перевод В. А. Жуковского // Актуальные проблемы классической филологии. Материалы Всероссийской научной конференции. — Петрозаводск: Петрозаводский государственный университет, 2016. — С. 45—57.
- Обнорский В. Аяксы // Энциклопедия классической греко-римской мифологии. — Остеон-Групп, 2014. — 2400 с. — ISBN 978-5-85689-024-1.
- Тахо-Годи А. А. Аякс // Мифы народов мира / Главн. ред. С. А. Токарев. — М.: Советская энциклопедия, 1980. — С. 121—122.
- Хёльшер Ф. Аякс и Неоптолем в изобразительном искусстве: как греки осмысляли жестокость своих героев // Шаги/Steps. — Российская академия народного хозяйства и государственной службы при Президенте Российской Федерации, 2020. — Т. 6, № 2. — С. 130—143. — ISSN 2412-9410. — doi:10.22394/2412-9410-2020-6-2-130-143.
- Ярхо В. Н. Елена // Мифы народов мира / Главн. ред. С. А. Токарев. — М.: Советская энциклопедия, 1980. — С. 356—358.
- Ярхо В. Н. Троянская война // Мифы народов мира / Главн. ред. С. А. Токарев. — М.: Советская энциклопедия, 1980. — С. 999—1001.
- Fleischer C. Aias d. Lokrer // Ausführliches Lexikon der griechischen und römischen Mythologie :  [нем.] / Roscher Wilhelm Heinrich. — Leipzig : Druck und Verlag von B. G. Teubner, 1884—1890. — Bd. I. — Kol. 133—139.
- Moog-Grünewald M. Mythenrezeption. Die antike Mythologie in Literatur, Musik und Kunst von den Anfängen bis zur Gegenwart (нем.). — Stuttgart • Weimar: Verlag J. B. Metzler, 2008. — ISBN 978-3-476-00080-4.
- Toepffer J.[нем.]. Aias 4 // Paulys Realencyclopädie der classischen Altertumswissenschaft :  [нем.] / Georg Wissowa. — Stuttgart : J. B. Metzler’sche Verlagsbuchhandlung, 1893. — Bd. I, Erste Hälfte (I, 1). — Kol. 936—940.